# 溝口宏樹
溝口 宏樹（みぞぐち ひろき）は、日本の国土交通技官。愛媛県土木部技術監や、国土交通省水資源部長、内閣官房内閣審議官兼水循環政策本部事務局長、国土交通省近畿地方整備局長等を歴任した。

## 人物・経歴
愛知県出身。愛知県の高校を経て、1986年京都大学工学部卒業。1988年京都大学大学院工学研究科修士課程交通土木工学専攻修了、建設省入省。国土交通省国土技術政策総合研究所総合技術政策研究センター建設システム課長等を経て、2005年国土交通省東北地方整備局胆沢ダム工事事務所長。2007年国土交通省国土技術政策総合研究所総合技術政策研究センター建設マネジメント技術研究室長。
国土交通省大臣官房技術調査課環境安全・地理空間情報技術調整官、愛媛県土木部技術監、環境省原子力規制委員会原子力規制庁原子力規制部原子力規制企画課安全管理調査官を経て、2016年内閣府政策統括官（原子力防災担当）付参事官（総括担当）。2018年国土交通省水管理・国土保全局水資源部水資源計画課長、内閣官房内閣参事官（内閣官房副長官補付）、内閣官房水循環政策本部事務局参事官。2019年国土交通省水管理・国土保全局水資源部長、内閣官房内閣審議官（内閣官房副長官補付）、内閣官房水循環政策本部事務局長。
2020年国土交通省近畿地方整備局長、滋賀県環境審議会温暖化対策部会委員、神戸港港湾審議会委員、京都市防災会議委員、京都市国民保護協議会委員、和歌山県都市計画審議会委員、奈良県都市計画審議会委員、京都府環境審議会総合政策部会委員、神戸市防災会議委員。2021年国土交通省大臣官房付、退官、河川情報センター審議役、土木学会フェロー。趣味は野球、サイクリング。